# Чехович, Иван Владимирович
Ива́н Влади́мирович Чехо́вич (род. 4 января 1999, Екатеринбург) — российский хоккеист

## Карьера
Воспитанник школы екатеринбургской «Юности». Во время сезона 2011/12 переехал в Москву, где стал выступать за юношеский состав «Динамо». В «Динамо» провёл 4 года, выступая за команду 1999 года рождения. В сезоне 2015/16 вызван в клуб МХЛ ХК МВД, где провёл 19 игр и набрал 7 очков.
В сезоне 2016/17 отправился в клуб QMJHL «Бэ-Комо Драккар», который выбрал его под 3-м номером на входящем драфте CHL для игроков из Европы. В первом же сезоне стал одним из ключевых игроков команды, сыграв 60 матчей и набрал в них 59 очков.
24 июня 2017 года на драфте НХЛ 2017 года был выбран в 7-м раунде под общим 212-м номером клубом «Сан-Хосе Шаркс».
В сезоне 2017/18 сыграл 65 матчей, набрав 60 очков, добавив к ним ещё 4 очка в 5 матчах плей-офф. После вылета «Бэ-Комо» из плей-офф был вызван в клуб «Сан-Хосе Барракуда» на концовку регулярного чемпионата АХЛ, а также на игры плей-офф. В этих матчах зарекомендовал себя и 20 апреля 2018 года подписал трёхлетний контракт новичка с клубом НХЛ «Сан-Хосе Шаркс».
В преддверии сезона 2018/19 принял участие в тренировочном лагере «Шаркс», по итогам которого тренерский штаб отправил его в QMJHL ещё на год. В этом сезоне провёл 66 матчей и набрал 105 очков, заняв второе место в гонке бомбардиров QMJHL. Однако в плей-офф команда выступила неудачно, потерпев поражение в первом же раунде от клуба «Монктон Уайлдкэтс» со счётом 3:4. 3 апреля 2019 года был вызван в «Сан-Хосе Барракуда» на конец регулярного чемпионата и игры плей-офф.
С октября 2020 года выступал за нижегородское «Торпедо». Первые очки в КХЛ набрал в своей второй игре 26 октября 2020 года против магнитогорского «Металлурга» (3:2 ОТ). Всего в сезоне 2020/21 набрал 34 очка (17+17) в 43 матчах. 
4 ноября 2021 года сделал хет-трик в ворота минского «Динамо» (4:0), трижды отличившись в большинстве. В сезоне 2021/22 сыграл менее успешно и набрал всего 22 очка (14+8) в 46 матчах, хотя его игровое время на площадке практически не изменилось.
В мае 2022 года перешёл в ярославский «Локомотив». В сезоне КХЛ 2022/23 сыграл 57 матчей и набрал 23 очка (13+10). 21 марта 2023 года сделал хет-трик в ворота ЦСКА в матче плей-офф Кубка Гагарина (6:2). Это были единственные очки Чеховича в 6 матчах плей-офф 2023 года.
Сезон 2023/24 стал неудачным для Чеховича — всего 11 очков (4+7) в 59 матчах. В плей-офф набрал 4 очка (2+2) в 12 матчах.
В сентябре 2024 года заключил однолетний контракт с клубом КХЛ «Витязь». В новой команде стал играть в тройке с Дереком Бараком и Дмитрием Бучельниковом. 9 сентября 2024 года в первом же матче КХЛ за «Витязь» набрал 3 очка (0+3) и помог команде обыграть «Сочи» (5:4). 24 сентября набрал 3 очка (2+1) в игре против «Адмирала» (3:6). 3 октября набрал своё 100-е очко в регулярных сезонах КХЛ за карьеру. 10 октября вновь сделал три передачи в игре против «Сочи» (3:2 ОТ). 17 ноября набрал 3 очка (2+1) в матче против «Северстали» (7:1).
19 августа 2025 года подписал контракт с клубом Шанхай Дрэгонс. 

## Карьера в сборной
В составе юниорской сборной России стал бронзовым призёром чемпионата мира 2017, где набрал 9 очков в 7 играх и попал в символическую сборную турнира.
В ноябре 2018 года был вызван в молодёжную сборную России на матчи Суперсерии, набрав 2 очка в первом матче против сборной QMJHL и став первой звездой матча.
В преддверии ЧМ-2019 среди молодёжных команд был вызван в тренировочный лагерь сборной России, но по собственным словам получил травму спины. В итоге пропустил турнир, на котором сборная России заняла 3-е место.